# Pol Lirola
Pol Mikel Lirola Kosok (* 13. srpna 1997) je španělský profesionální fotbalista, který hraje na pozici pravého obránce za francouzský klub Olympique Marseille.

## Klubová kariéra

### Espanyol
Lirola se narodil v Mollet del Vallès v katalánské provincii Barcelona a svou kariéru zahájil v mládežnickém týmu RCD Espanyol, kde v roce 2014 debutoval v B týmu ve španělské třetí lize. V lednu 2015 byl poslán na hostování do italského Juventusu, kde se připojil k mládežnickému týmu klubu.

### Juventus
Během letní části přestupového období později téhož roku Juventus Lirolu koupil přímo. Dne 28. července 2016 odešel na dvouleté hostování do Sassuola.
Lirola si odbyl svůj oficiální profesionální debut v předkole play-off Evropské ligy UEFA, když asistoval u gólu Domenica Berardiho při venkovní remíze 1:1 s Rudou hvězdou Bělehrad, díky čemuž se klub poprvé v historii kvalifikoval do skupinové fáze soutěže. Ve stejné soutěži vstřelil úvodní gól, první v kariéře, při domácí výhře 3:0 nad Athleticem Bilbao 15. září, v úvodním zápase skupiny; jednalo se o historicky první gól klubu v evropských soutěžích.

### Sassuolo
Dne 31. ledna 2018 podepsalo Sassuolo smlouvu s Lirolou za 7 milionů eur.

### Fiorentina
Dne 1. srpna 2019 přestoupil Lirola do týmu Serie A ACF Fiorentina na hostování s opcí na nákup.

### Marseille
Dne 12. ledna 2021 se Lirola připojil k francouzskému týmu Marseille na hostování do konce sezóny.

#### Hostování v Elche
Dne 12. srpna 2022 přestoupil Lirola na hostování do klubu La Ligy Elche s opcí na koupi.

## Reprezentační kariéra
Lirola reprezentoval Španělsko v roce 2013 v kategorii do 17 let. Dne 28. prosince 2016 debutoval v katalánské fotbalové reprezentaci, když nastoupil při remíze 3:3 s Tuniskem (prohra 2:4 na penalty).

## Osobní život
Lirola je po matce německého původu. Je držitelem německého pasu a hovoří plynně tímto jazykem.

## Statistiky

### Klubové
Platí k zápasu hranému 16. března 2024.
| Klub                   | Sezóna            | Liga               | Liga   | Liga | Národní pohár | Národní pohár | Ligový pohár | Ligový pohár | Kontinentální | Kontinentální | Ostatní | Ostatní | Celkově | Celkově |
| Klub                   | Sezóna            | Soutěž             | Zápasy | Góly | Zápasy        | Góly          | Zápasy       | Góly         | Zápasy        | Góly          | Zápasy  | Góly    | Zápasy  | Góly    |
| ---------------------- | ----------------- | ------------------ | ------ | ---- | ------------- | ------------- | ------------ | ------------ | ------------- | ------------- | ------- | ------- | ------- | ------- |
| Espanyol B             | 2014/15           | Segunda División B | 1      | 0    | —             | —             | —            | —            | —             | —             | —       | —       | 1       | 0       |
| Juventus               | 2016/17           | Serie A            | 0      | 0    | 0             | 0             | —            | —            | 0             | 0             | 0       | 0       | 0       | 0       |
| Sassuolo (hostování)   | 2016/17           | Serie A            | 22     | 0    | 0             | 0             | —            | —            | 7             | 1             | —       | —       | 29      | 1       |
| Sassuolo (hostování)   | 2017/18           | Serie A            | 24     | 0    | 2             | 0             | —            | —            | —             | —             | —       | —       | 26      | 0       |
| Sassuolo (hostování)   | Celkově           | Celkově            | 46     | 0    | 2             | 0             | —            | —            | 7             | 1             | —       | —       | 55      | 1       |
| Sassuolo               | 2018/19           | Serie A            | 35     | 2    | 3             | 0             | —            | —            | —             | —             | —       | —       | 38      | 2       |
| Fiorentina (hostování) | 2019/20           | Serie A            | 35     | 0    | 4             | 1             | —            | —            | —             | —             | —       | —       | 39      | 1       |
| Fiorentina             | 2020/21           | Serie A            | 12     | 0    | 1             | 0             | —            | —            | —             | —             | —       | —       | 13      | 0       |
| Marseille (hostování)  | 2020/21           | Ligue 1            | 19     | 2    | 2             | 0             | —            | —            | —             | —             | 1       | 0       | 22      | 2       |
| Marseille              | 2021/22           | Ligue 1            | 34     | 1    | 4             | 0             | —            | —            | 13            | 0             | —       | —       | 51      | 1       |
| Elche (hostování)      | 2022/23           | La Liga            | 12     | 1    | 1             | 0             | —            | —            | —             | —             | —       | —       | 13      | 1       |
| Frosinone (hostování)  | 2023/24           | Serie A            | 16     | 2    | 3             | 0             | —            | —            | —             | —             | —       | —       | 19      | 2       |
| Celkově v kariéře      | Celkově v kariéře | Celkově v kariéře  | 210    | 8    | 20            | 1             | 0            | 0            | 20            | 1             | 1       | 0       | 251     | 10      |

## Úspěchy
Španělsko U21
- Mistrovství Evropy ve fotbale hráčů do 21 let: 2019